# Convolvulus ammocharis
Convolvulus ammocharis är en vindeväxtart som beskrevs av Pierre Edmond Boissier och Hausskn.. Convolvulus ammocharis ingår i släktet vindor, och familjen vindeväxter. Inga underarter finns listade i Catalogue of Life.